# Liste von Kriegsgräberstätten in Berlin
Die Liste von Kriegsgräberstätten in Berlin benennt Kriegsgräberstätten in Berlin ohne Anspruch auf Vollständigkeit. In Berlin gibt es 220 Begräbnisstätten mit 120.000 Gräbern und 150.000 Toten.

## Liste
| Bezeichnung                                                             | Bezirk-Ortsteil                                                 | Beschreibung | Foto |
| ----------------------------------------------------------------------- | --------------------------------------------------------------- | --- | ---- |
| Britischer Friedhof an der Heerstraße                                   | Charlottenburg-Wilmersdorf - Westend an der Heerstraße (Berlin) | 3576 Einzelgräber. Soldaten und verstorbene Kriegsgefangene aus Großbritannien, Kanada, anderen Commonwealth-Staaten und Polen                                              |      |
| Friedhof Columbiadamm                                                   | Neukölln - Neukölln                                             | Berlins höchste Gräberzahl mit 7395 Einzelgräbern von Opfern von Krieg und Gewaltherrschaft                                                                                 |      |
| Friedhöfe Friedenstraße / Landsberger Allee                             | Friedrichshain-Kreuzberg - Friedrichshain                       | 1050 Opfer von Krieg und Gewaltherrschaft |      |
| Friedhof Lilienthalstraße (Berlin)                                      | Neukölln - Neukölln                                             | Gefallene Soldaten der Wehrmacht, Sammelgräber für Bombenopfer und weitere zivile Kriegsopfer. 4.935 Kriegsopfer in Einzelgräbern, ungezählte Kriegsopfer in Sammelgräbern. |      |
| Friedhof Wilsnacker Straße für die Opfer von Krieg und Gewaltherrschaft | Mitte - Moabit                                                  | 300 Menschen, die im April/Mai 1945 gewaltsam starben |      |
| Friedhof Steglitz                                                       | Steglitz-Zehlendorf - Steglitz                                  | Insgesamt gibt es 997 Opfer in Einzelgräbern und 164 Opfer in einem Sammelgrab                                                                                              |      |
| Friedhof am Plötzensee                                                  | Mitte-Wedding - Plötzensee                                      | Seit 2001 reine Kriegsgräberstätte mit 5000 Opfern von Krieg und Gewaltherrschaft. (Zuvor Teil eines regulären Friedhofs) 3600 davon in Sammelgräbern.                      |      |
| In den Kisseln                                                          | Spandau - Falkenhagener Feld                                    | 5.901 Opfer von Krieg und Gewaltherrschaft belegen auf diesem Friedhof 15 Abteilungen. Dies ist eine der Größte nicht Sowjetische Kriegsgräberstätte in Berlin.             |      |
| Jüdischer Friedhof Berlin-Mitte (Friedhof Große Hamburger Str.)         | Mitte - Mitte                                                   | In den letzten Kriegstagen wurden auf dem Friedhof 2427 Kriegstote in Massengräbern beigesetzt                                                                              |      |
| Parkfriedhof Lichterfelde                                               | Steglitz-Zehlendorf - Lichterfelde                              | Eine Kriegsgräberstätte für Opfer des 1. Weltkrieges mit 64 Gräbern und mehrere Felder mit insgesamt 2089 Opfern des 2. Weltkrieges                                         |      |
| Rittberg-Krankenhaus#Grabanlage                                         | Steglitz-Zehlendorf - Lichterfelde-West                         | 12 Opfer von Krieg und Gewalt durch Selbstmord oder Mangelernährung im April 1945. Sie konnten wegen der Kriegswirren nur beim Krankenhaus beigesetzt werden                |      |
| Sowjetisches Ehrenmal (Schönholzer Heide)                               | Pankow - Pankow                                                 | 13.200 Kriegsgräber der in der Schlacht um Berlin im März/April 1945 gefallenen Sowjetsoldaten                                                                              |      |
| Sowjetisches Ehrenmal (Tiergarten)                                      | Mitte - Tiergarten                                              | Ehrenmal und Gräber von 2000 gefallenen Rotarmisten im Kampf um Berlin |      |
| Sowjetisches Ehrenmal im Treptower Park                                 | Treptow-Köpenick-Alt-Treptow - Treptower Park                   | 7000 Kriegsgräber der in der Schlacht um Berlin gefallenen Sowjetsoldaten                                                                                                   |      |
| Städtischer Friedhof Altglienicke                                       | Bezirk Treptow-Köpenick - Altglienicke                          | 1360 Opfern nationalsozialistischer Gewaltmaßnahmen in einem Sammelgrab, so wie rund einige Soldatengräber aus dem Ersten Weltkrieg                                         |      |
| Urnenfriedhof Seestraße                                                 | Mitte - Wedding                                                 | Ein Grabfeld Opfer des Zweiten Weltkrieges; 295 Opfer Nationalsozialistischer Gewaltmaßnahmen und acht Opfer des Aufstandes vom 17. Juni 1953.                              |      |
| Waldfriedhof Dahlem                                                     | Steglitz-Zehlendorf - Dahlem                                    | 288 Opfer von Krieg und Gewaltherrschaft. Größtenteils aus April & Mai 1945                                                                                                 |      |
| Waldfriedhof Zehlendorf                                                 | Steglitz-Zehlendorf - Zehlendorf                                | 1000 Opfer von Krieg und Gewaltherrschaft auf der Dt. KGS und 1170 (Größtenteils Militärinternierte) auf einer Italienischen Kriegsgräberstätte.                            |      |